# Франчениго (Тревизо)
Франчениго је насеље у Италији у округу Тревизо, региону Венето.
Према процени из 2011. у насељу је живело 1526 становника. Насеље се налази на надморској висини од 16 м.